# Уингер (тауншип, Миннесота)
Уингер (англ. Winger) — тауншип в округе Полк, Миннесота, США. На 2000 год его население составило 177 человек.

## География
По данным Бюро переписи населения США площадь тауншипа составляет 92,3 км², из которых 91,0 км² занимает суша, а 1,3 км² — вода (1,38 %).

## Демография
По данным переписи населения 2000 года здесь находились 177 человек, 67 домохозяйств и 48 семей. Плотность населения —  1,9 чел./км². На территории тауншипа расположена 81 постройка со средней плотностью 0,9 построек на один квадратный километр. Расовый состав населения: 96,61 % белых, 2,82 % коренных американцев и 0,56 % приходится на две или более других рас.
Из 67 домохозяйств в 31,3 % воспитывались дети до 18 лет, в 59,7 % проживали супружеские пары, в 7,5 % проживали незамужние женщины и в 26,9 % домохозяйств проживали несемейные люди. 19,4 % домохозяйств состояли из одного человека, при том 7,5 % из — одиноких пожилых людей старше 65 лет. Средний размер домохозяйства — 2,64, а семьи — 3,06 человека.
29,4 % населения — младше 18 лет, 5,1 % — в возрасте от 18 до 24 лет, 22,0 % — от 25 до 44, 28,2 % — от 45 до 64, и 15,3 % — старше 65 лет. Средний возраст — 38 лет. На каждые 100 женщин приходилось 90,3 мужчин. На каждые 100 женщин старше 18 приходилось 104,9 мужчин.
Средний годовой доход домохозяйства составлял 34 583 доллара, а средний годовой доход семьи —  36 250 долларов. Средний доход мужчин —  23 125  долларов, в то время как у женщин — 28 125. Доход на душу населения составил 13 028 долларов. За чертой бедности находились 13,0 % семей и 11,6 % всего населения тауншипа, из которых 6,7 % старше 65 лет.